# آتش پنهان
آتش پنهان فیلمی به کارگردانی و نویسندگی حبیب کاووش محصول سال ۱۳۶۹ است.

## بازیگران
- ادیب قدوره
- علی اکبر بهادری
- امیر باران‌لوئی
- مونیا جمالپور
- معصومه تقی‌پور
- فرهنگ مهرپرور
- فرحناز شادمانی
- محمدرضا حقگو
- خداداد احمدی
- فائزه نوشیروان
- فرهاد محبت
- محمود مقامی
- محسن محمدیه
- فریبا لشگری
- یوسف آذری
- هوشنگ معتضدی
- حسن فروند
- خدیجه علیپور
- حاجی علمایی
- نادیا جمالپور
- منوچهر مردخوب
- علی‌اصغر نجات
- محسن فخاری
- شهریار وزیری‌تبار
- مجید فروغی
- عبدالحسین فرهنگ
- سعید خوشدل
- عباس امینی‌فر
- احمد حضرتیان سبزمیدانی
- احسان‌الله موجودی
- فریدون بخشایش
- حسین نقیبون
- محمد جمیل
- اسماعیل رضایی
- مرتضی رحیمی
- محمدعلی دشتی
- هومن شهرستانی
- علی حسین‌ناصری
- عبدالعزیز نوری‌زاده
- احمد مسعودی‌راد
- علی حضرتی
- هومن پورانصاری
- رضا مختاری‌فر
- محمدجان یارمحمدی
- علی حسن‌زاده
- مسعود شاهوردی
- خلیل آزیده
- بابک فرجی
- محمد سعیدی
- حسن اکبری
- علی سبزواری
- ژینوس سیاف
- لیلی احمدی
- جعفر تراب‌پور
- بهروز خوش‌فطرت
- کمال عباسی
- مجید فلاح‌شجاعی
- فریدون مستوفی